# Europese kampioenschappen schaatsen afstanden 2018 - 1500 meter mannen
De 1500 meter mannen op de Europese kampioenschappen schaatsen 2018 werd gehouden op vrijdag 5 januari in het ijsstadion Kometa in Kolomna, Rusland. Het was de eerste editie van de EK afstanden en de initiële titel ging naar Denis Joeskov.

## Uitslag
| #      | Schaatser            | Land | Tijd       |
| ------ | -------------------- | ---- | ---------- |
| Goud   | Denis Joeskov        | RUS  | 1.44,53    |
| Zilver | Thomas Krol          | NED  | 1.45,20    |
| Brons  | Koen Verweij         | NED  | 1.46,40    |
| 4      | Marcel Bosker        | NED  | 1.46,50    |
| 5      | Sergej Grjaztsov     | RUS  | 1.46,72    |
| 6      | Nicola Tumolero      | ITA  | 1.47,59    |
| 7      | Haralds Silovs       | LAT  | 1.47,60    |
| 8      | Konrad Niedźwiedzki  | POL  | 1.47,98    |
| 9      | Jan Szymański        | POL  | 1.48,07    |
| 10     | Zbigniew Bródka      | POL  | 1.48,44    |
| 11     | Danil Sinitsyn       | RUS  | 1.49,42    |
| 12     | Joel Dufter          | GER  | 1.49,52    |
| 13     | Mathias Vosté        | BEL  | 1.50,24    |
| 14     | Magnus Bakken Haugli | NOR  | 1.50,33 pr |
| 15     | Runar Njåtun Krøyer  | NOR  | 1.50,51    |
| 16     | Vital Michajlaw      | BLR  | 1.50,57    |
| 17     | David Andersson      | SWE  | 1.51,02    |
| 18     | Michele Malfatti     | ITA  | 1.51,53    |
| 19     | Samuli Suomalainen   | FIN  | 1.51,67    |
| 20     | Riccardo Bugari      | ITA  | 1.51,75    |
| 21     | Hallgeir Engebråten  | NOR  | 1.53,41    |
| 22     | Oliver Grob          | SUI  | 1.55,15    |